# ザ・ピーナッツ さよなら公演
ザ・ピーナッツ さよなら公演（ザ・ピーナッツ さよならこうえん）とは、1975年3月21日から4月5日に掛け、4公演が開催された、コンサートツアー形式によるザ・ピーナッツの引退記念興行である。日本の歌手で初めての引退コンサートであるとされている。

## 概要
このコンサートは引退表明前から計画されていたものであるが、1975年2月18日、ザ・ピーナッツの芸能界からの引退を表明した事により、急遽「さよなら公演」に変更された。
当時は日本の歌手が引退興行を行う事例は無かった為、これが日本初の引退興行とされている。
同年4月5日土曜日の東京公演当日には、所属事務所であった渡辺プロダクションに所属していたタレントや関係者がほぼ総出でザ・ピーナッツの最後の公演に参加した。特に、ザ・ドリフターズは生放送が基本だった「8時だョ!全員集合」を録画放送（3月26日に収録）とし、スケジュールを調整して出演した。

## さよなら公演

### 実施日程と会場
さよなら公演は下記の4会場で行われ、東名阪に加え京都府でも開催された。開催年は何れも1975年である。
- 3月21日 フェスティバルホール（大阪府大阪市北区）
- 3月24日 京都会館（京都府京都市左京区）
- 3月29日 名古屋市民会館（愛知県名古屋市中区）
- 4月5日 NHKホール（東京都渋谷区）

## さよなら公演の内容
以下の内容は東京公演のみ記載する。

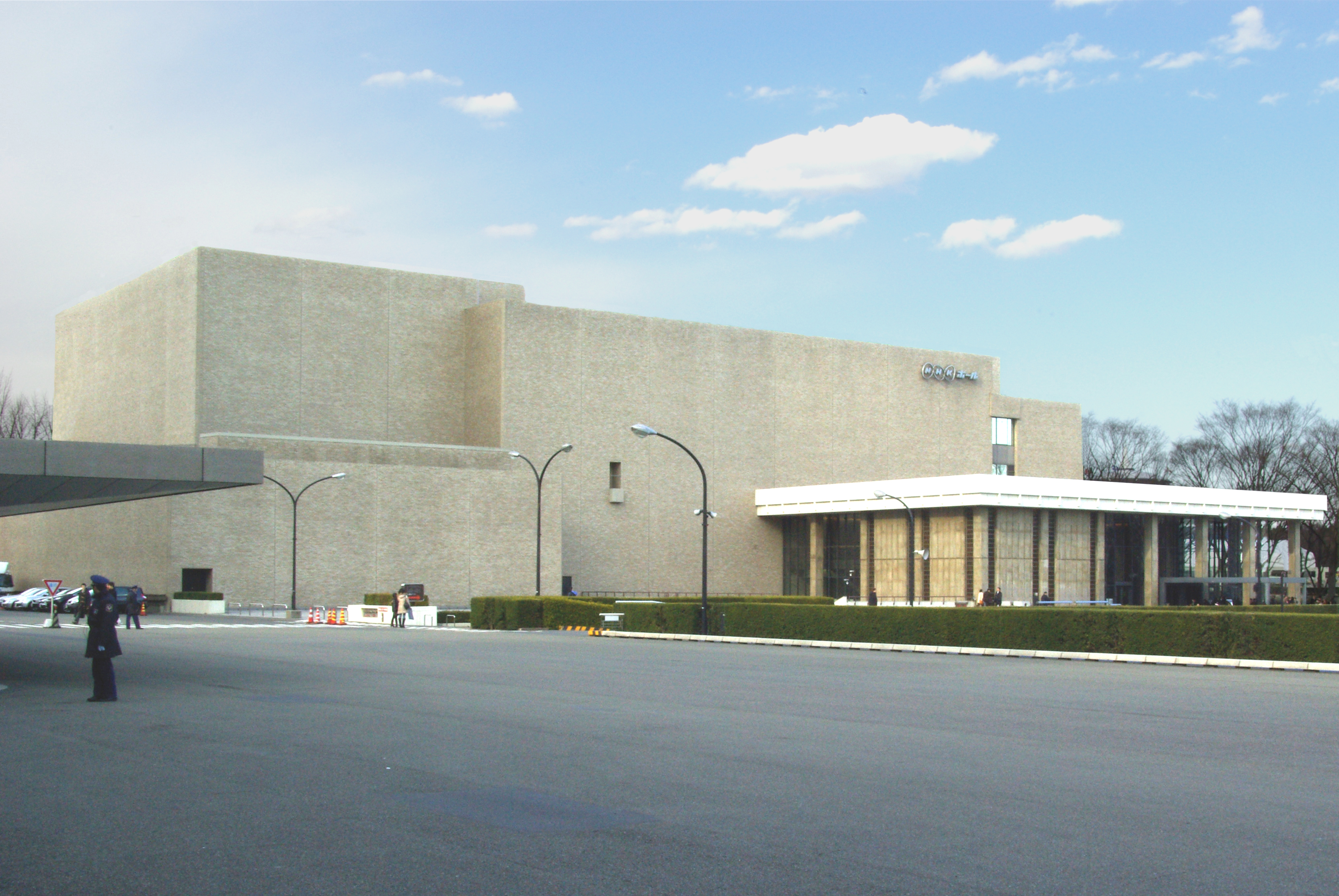
ザ・ピーナッツさよなら公演が行われたNHKホール（写真は現在の様子）

公演の司会者は高橋圭三であった。公演開始と同時に「可愛い花」の演奏をバックに高橋による挨拶で始まった。挨拶終了と同時に渡辺プロの所属タレントによる拍手に迎えられてザ・ピーナッツの「可愛い花」がショートバージョンで歌唱された。この時伊藤ユミがフルコーラスと誤認して間違えるハプニングもあった。高橋は2曲目の「ブロードウェイの子守唄」歌唱開始前にも「まず、ピーナッツならではの歌の上手さからご披露したいと思います」と言う台詞でザ・ピーナッツを迎えた。

### 東京公演での歌唱曲の一覧
以下は歌唱順で記載する。歌の合間には高橋による語りもなされていた。尚歌唱楽曲は「ザ・ピーナッツ シングルス」を中心とし一部カヴァー楽曲も歌唱していた。
1. 可愛い花（1度目）
2. ブロードウェイの子守唄
3. ブギウギ・ビューグル・ボーイ
4. 風のささやき
5. 恋のバカンス
6. 大阪の女
7. 情熱の砂漠（1番）→さよならは突然に（2番）
8. 浮気なあいつ
9. ザ・ヒットパレード・メドレー（With 伊東ゆかり/中尾ミエ。1950年代～1960年代のアメリカン・ポップスを中心としたメドレー）
10. イェスタディ
11. 最後の詩を教えて（布施明による歌唱。布施がピーナッツに捧げるために作った自作曲であった）
12. プラウド・メアリー
13. モーニン
14. イマジネーション
15. シャボン玉ホリデー コント再現（本来は日本テレビの番組だが、お別れ記念で実施した。このコント再現は地元の名古屋公演でも行っていた）
16. スーベニール東京（ドイツ語ヴァージョン）
17. ラヴァー・カム・バック・トゥ・ミー
18. ダンケ・シェーン
19. 心の窓にともし灯を（With 藤田まこと）
20. 情熱の花
21. ふりむかないで
22. ローマの雨
23. 東京の女
24. 銀色の道
25. 恋のフーガ
26. 帰り来ぬ青春
27. 愛のフィナーレ
28. ウナ・セラ・ディ東京
29. 可愛い花（2度目）

## 特記事項
- 東京のさよなら公演は、2013年現在も全編映像がNHKに残されており、公演翌週の1975年4月13日にTBS系列の『サンデースペシャル』（第1回）で放送された「さようならザ・ピーナッツ」ではこの映像も使用されていた。また、2009年に発売されたDVD「P-Legend」にも収録されている（TBSで放映された「さようならピーナッツ」で放映された映像を使用）

## さよなら公演の音源が収められているレコード・CD
- モニュメント ザ・ピーナッツ・ラスト・ライヴ!（2枚組LP。1980年発売、SKD-570〜1）
- ザ・ピーナッツ・ラスト・コンサート（CD、1986年発売、K32X-89）
- ザ・ピーナッツ・ドリーム・ボックス（10枚組CD、1991年発売、KICS-6001〜10）
- ザ・ピーナッツ メモリーズBOX（9枚組CD、2004年発売、KICS-6245〜54）